# Леван Іоселіані
Леван Іоселіані (нар. 20 червня 1978) — грузинський політичний діяч. З 2020 року є депутатом парламенту Грузії за партійним списком, блок «Алеко Елісашвілі — Громадяни». З лютого 2021 року обіймає посаду заступника голови парламенту.

## Біографія
- 1999—2000: АТ «Банк Грузії», юрист
- 2000—2001 рр.: ВАТ «ТБЦ Банк», старший юрист
- 2001—2008: Юридична фірма «Асланішвілі та Іоселіані», засновник
- 2008—2016: «Levan Ioseliani Law Firm», юрист
- 2016—2017: Chicago Law Mediation Program, медіатор
- 2018—2020: НПГО «Громадський рух Грузії», виконавчий директор